# エドワード・パンゲリナン
エドワード・パンゲリナン(英語: Edward D.L.G. Pangelinan, 1941年10月24日 - 2023年2月4日)は、北マリアナ諸島・サイパン島出身の政治家。 初代北マリアナ諸島住民代表(1978年 – 1984年; 通算3期)。

## 経歴・人物
また、北マリアナ諸島とアメリカ合衆国との間に現在の政治的連合を設立したマリアナ諸島政治地位委員会の委員長を務めた。1983年、民主党から共和党に鞍替えした。1984年の選挙で民主党のフロイラン・テノリオに敗れ、落選した。その後、北マリアナ諸島政府のロビイストとして活動した。2023年2月4日に膵癌のためメリーランド州で死去した。
息子のジェームズはアメリカ陸軍の軍人として活動。北マリアナ諸島出身者で初めて陸軍士官学校 (アメリカ合衆国)を卒業し、大佐に昇進した。